# Terminal Frost
"Terminal Frost" é uma canção da banda britânica de rock Pink Floyd, do álbum A Momentary Lapse of Reason, lançado em 1987. A música é um instrumental composto pelo vocalista e guitarrista David Gilmour.
A gravação da música para o disco contou com o uso de bateria eletrônica. Os saxofones são executados por Tom Scott e John Helliwell, este último mais conhecido pelo seu trabalho no Supertramp.

## Ficha técnica
- Nick Mason - bateria e efeitos sonoros
- David Gilmour - guitarra

Músicos convidados
- Richard Wright - piano, teclados Kurzweil
- Jon Carin - teclados
- Bob Ezrin - produção musical, percussão
- Tom Scott - saxofone
- John Helliwell - saxofone
- Darlene Koldenhoven (as Darlene Koldenhaven) – backing vocals
- Carmen Twillie – backing vocals
- Phyllis St. James – backing vocals
- Donnie Gerrard – backing vocals

Charts 